# Zalar
Zalar je 195. najbolj pogost priimek v Sloveniji, ki ga je po podatkih Statističnega urada Republike Slovenije na dan 31. decembra 2007 uporabljalo 925 oseb, dan 1. januarja 2011 pa 910 oseb ter je med vsemi priimki po pogostosti uporabe zavzel 200. mesto.
- Aleš Zalar (*1961), pravnik, sodnik, politik
- Anton (Tone) Zalar (1943—2009), (fizikalni) metalurg, univ. prof.
- Bojan Zalar (*1956), klinični psiholog, direktor Klinične bolnišnice za psihiatrijo
- Boštjan Zalar, pravnik, sodnik, spec. za begunce
- Boštjan Zalar (*1965), fizik, direktor IJS (2020-)
- Brane Zalar, fotograf, arhitekt
- David Zalar, športni strelec, trener
- Drago Zalar (1909—2000), pravnik, diplomat, ekonomist ...
- Franc Zalar (*1938), umetnostni zgodovinar in kritik, muzealec
- Gregor Zalar (1945—2011), zdravnik dermatolog, prof. (ZDA)
- Janez Zalar (1922—1943), partizan prvoborec
- Joseph Zalar (1879—1959), društveni delavec v ZDA
- Jožef Zalar (1843—1882), fotograf
- Katarina Zalar (*1979), kostumografinja, scenografinja
- Rudi Zalar, vojaška osebnost
- Sandi Zalar (1960—2013), učiteljica, slikarka, ilustratorka, pisateljica in pesnica
- Stojan Zalar (1921—1990), metalurg, dr. fizike, strokovnjak za visoke tehnologije (ZDA)
- Vinko Zalar (*1947), publicist in politik
- Viktor Zalar (1882—1940), novinar in prevajalec
- Vita Zalar (*1992), zgodovinarka, strokovnjakinja za Rome